# 蒙西扬河畔万维尔
蒙西扬河畔万维尔（法語：Oinville-sur-Montcient，法語發音：[wɛ̃vil syʁ mɔ̃sjɑ̃]）是法国伊夫林省的一个市镇，属于芒特拉若利区。

## 地理
蒙西扬河畔万维尔（49°1'40"N, 1°50'58"E）面积3.87 平方千米，位于法国法蘭西島大區伊夫林省，该省份为法国北部内陆省份，北起瓦兹河谷省，西接厄尔省，西南接厄尔-卢瓦省，东南接埃松省，东临上塞纳省。
与蒙西扬河畔万维尔接壤的市镇（或旧市镇、城区）包括：韦克桑地区布吕埃伊、让布维尔、瑞济耶、塞纳河畔梅济、蒙塔莱勒布瓦、瑟兰库尔。
蒙西扬河畔万维尔的时区为UTC+01:00、UTC+02:00（夏令时）。

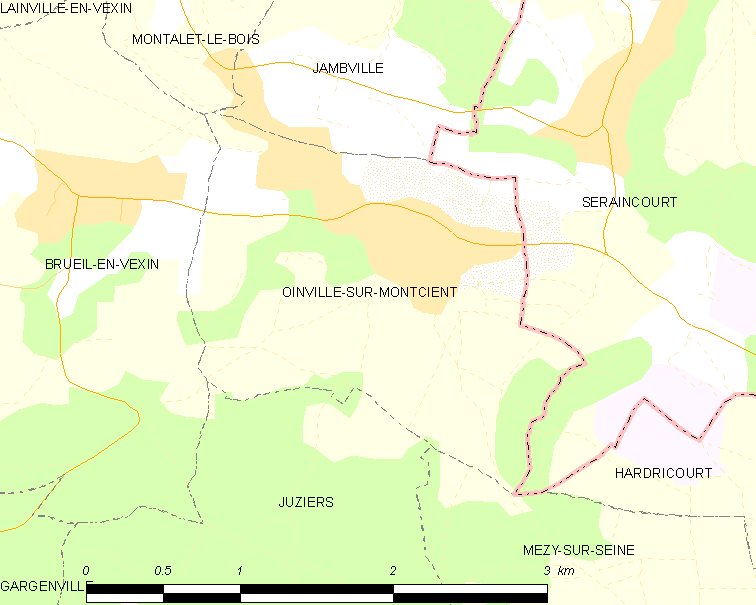
蒙西扬河畔万维尔的OSM定位图

## 行政
蒙西扬河畔万维尔的邮政编码为78250，INSEE市镇编码为78460。

## 政治
蒙西扬河畔万维尔所属的省级选区为利迈县。

## 人口

1962-2008年间蒙西扬河畔万维尔人口变化图示

蒙西扬河畔万维尔于2022年1月1日时的人口数量为1113人。